# Bundesautobahn 9
Bundesautobahn 9 eller A 9 er en motorvej i Tyskland. Den skaber forbindelse mellem landets to største byer, Berlin og München. Projekteringen begyndtes i 1927 og blev kaldt MüLeiBerl (efter byerne München, Leipzig og Berlin). Anlæggelsen påbegyndtes og de første strækninger åbnede i 1936 og i 1941 var motorvejen komplet. Det er dermed den ældste færdige motorvej i Tyskland. 

På grænsen mellem delstaterne Thüringen og Bayern byggedes en bro, Saalebrücke Rudolphstein, som sprængtes i luftes af tyske soldater kort før afslutningen af 2. verdenskrig i 1945. Efter oprettelsen af de to tyske stater Vesttyskland og Østtyskland, dannede ruinen grænsen mellem de to lande og den blev først genopført og indviet i 1966. Herefter fungerede den som transitvej mellem det sydlige Vesttyskland og Vestberlin frem til genforeningen i 1990.